# Třídní původ
Jako třídní původ byly v Československu a dalších komunistických zemích mezi lety 1948 a 1989 označovány rodinné poměry s ohledem na společenské zařazení. Třídní příslušnost a ideologická uvědomělost rodičů byly jedním z důležitých faktorů úspěchu v komunistické společnosti. Jedinci s vhodným kádrovým profilem byli zvýhodňováni v přístupu ke vzdělání, společenském uplatnění a kariérním postupu.
Zatímco posuzování třídního původu se týkalo rodičů dané osoby, dalším zvýhodňujícím kritériem mohlo být původní povolání v případě, že se jednalo o osobu, která byla původně dělníkem nebo rolníkem.
Omezování podle třídního původu existovala již v předválečném Sovětském svazu.

## Vhodný třídní původ

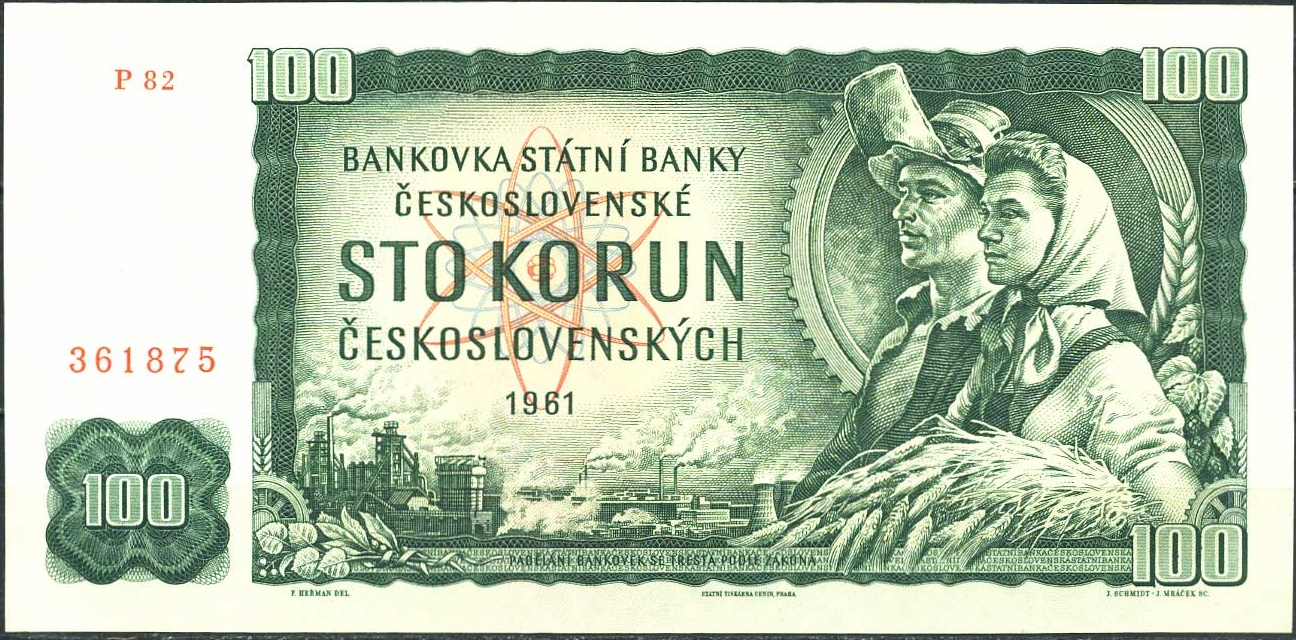
Dělník a rolnice jako symbol vedoucích tříd

Nositeli vhodného třídního původu byly zejména děti dělníků a členů zemědělských družstev. Členství v komunistické straně bylo další výhodou.

## Nevhodný třídní původ

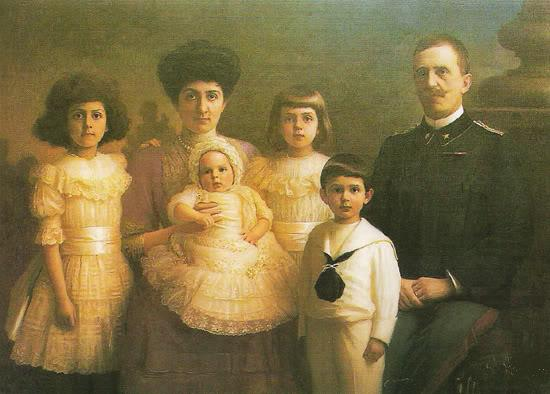
Aristokratická rodina s nevhodným třídním původem

Nežádoucí bylo narodit se v rodině bývalého průmyslníka, živnostníka, statkáře nebo dokonce aristokrata. Náboženství znamenalo také nesmazatelný škraloup v třídním původu. Nežádoucí byly tak rodiny, jejíž členové byli nábožensky veřejně aktivní.

## Třídní politika
Cílem této třídní politiky bylo zajistit změny ve složení inteligence v zemi a v jejím postoji ke státu. Jako nejdůležitější kritérium přijetí na školy, získání zaměstnání a postupu v něm byl třídní původ, vztah k socialistickému zřízení a postoj k politice komunistické strany.
Tohoto cíle nikdy nebylo stoprocentně dosaženo. Platí to i o době takzvané normalizace, kdy česká a slovenská inteligence umožnila přežití myšlenek svobodného vývoje společnosti. Týká se to také šedesátých let, kdy inteligence patřila k hlavním silám nových reformních názorů nejen v oblasti politiky, demokratizace, tvůrčí svobody, ale i v oblasti ekonomiky, kde byly připraveny prostory pro pozdější reformy pražského jara.

### Kádrový profil
Výběr pracovníků se prováděl na základě nomenklaturních pořádků a podle zásad kádrové politiky. Stát uplatňoval toto kritérium při obsazování funkcí ve státní správě, hospodářství, kulturních a společenských organizacích. Nejdůležitějším dokumentem pracovníka tak byl kádrový profil, v němž byl uveden i třídní původ.
Vykonavateli kádrové politiky strany byly kádrové a personální útvary, které měl každý podnik. Moc těchto útvarů byla obrovská a měla fatální dopad na mnoho rodin, kdy se děti na základě posudku zaměstnavatele rodičů nedostaly na žádané školy. Naopak do vedení podniků a institucí se, zejména v 50. letech 20. století, byli upřednostňováni lidé bez potřebného vzdělání, ale se správným třídním původem.

### Školství
Školství mělo především plnit úlohu, kterou mu vytyčila komunistická strana. Proto byl třídní původ a členství v komunistické straně rodičů důležitým kritériem pro přijetí jejich dětí do jeslí, školky, střední a vysoké školy. Základní škola byla povinná, ale na každého žáka připravovali učitelé kádrový posudek, který ho provázel celým studiem. Kdo neměl správný třídní původ nebo se provinil komunistické ideologii, neměl vhodný kádrový posudek. (Konkrétně výnosem Ministerstva školství a kultury z roku 1958 bylo stanoveno, že u uchazečů o vysokoškolské studium budou „...pomocí přijímacích pohovorů zkoumány nejen studijní schopnosti uchazečů o vysokoškolské studium, ale zejména též ostatní vlastnosti uchazečů, jako na př. politická vyspělost, třídní původ, charakterové vlastnosti a celkové schopnosti pro zvolený obor studia.“)
Proto nemohla řada dětí studovat střední školu nebo vysokou školu, případně se na tuto školu dostávala s většími obtížemi. A to jenom z toho důvodu, že jejich rodiče dříve provozovali živnost, chodili do kostela, nesouhlasili s oficiálními názory na okupaci ČSSR vojsky Varšavské smlouvy v srpnu 1968 nebo podepsali Chartu 77 nebo jiným způsobem projevili svůj nesouhlas s vládnoucí stranou.

### Pracovní proces
Nejdůležitější kvalifikací v jakémkoliv oboru byl třídní původ. Vzdělání, schopnosti a životní zkušenosti přestaly být pro práci důležité. Zelenou měli dělníci a komunisté. Červenou ti, kteří měli buržoazní nebo dokonce aristokratický původ.
Ve všech odvětvích byli kvalifikovaní pracovníci postupně nahrazováni politickými kádry. Tato politika měla fatální dopad prakticky na všechny obory. U oborů, kde byla odbornost nezbytná, jako byli například lékaři, architekti nebo strojní inženýři, tam aspoň na vedoucích místech seděli komunisté.

### Soudnictví
Jedním z nejpostiženějších oborů bylo soudnictví. Vystudovaní právníci byli nahrazováni členy KSČ na pozicích soudců, obhájců a prokurátorů. 
Po únoru 1948 bylo z československé justice propuštěno 159 soudců a prokurátorů. S cílem nahradit tento úbytek a „zlidovět“ justici zahájila svou činnost Právnická škola pracujících 1. prosince 1948 v Praze a 7. února 1949 v Bratislavě. První běh studia byl jednoroční, vychovávající prokurátory. Dvouletý soudcovský běh, zahájený o rok později, byl dále zkrácen na 14 měsíců a v roce 1950 na jeden rok. Podmínkou přijetí bylo členství v KSČ, předchozí vzdělání nebylo rozhodující. Škola vznikla bez spolupráce s právnickými fakultami, nábor a obsah studia byly řízeny stranickým aparátem. 
Od roku 1950 byl absolventi Právnické školy pracujících po šestiměsíční praxi zapisováni do 4. ročníku Právnické fakulty, kde mohli dálkově dostudovat. Absolventi posledních tří běhů Právnické školy pracujících, kteří již pracovali na soudech a prokuraturách, studovali od roku 1959 na Právnické fakultě formou „speciálního dálkového studia“.

## Vývoj posuzování třídního původu
Otázka třídního původu byla v tehdejších socialistických státech nejsilněji aplikována v 50. a počátku 60. let 20. století. Např. v NDR pocházela v roce 1963 jedna třetina univerzitních studentů a jedna polovina studentů technických oborů z dělnických rodin. To se postupně měnilo, jak přibývalo dětí nomenklaturních pracovníků.
Od 50. let dvacátého století počet osob zařazených v Československu do tzv. nomenklaturního pořádku (tj. osob, jejich nastoupení do funkce i případné odvolání bylo schvalováno orgány KSČ) postupně klesal z 14 990 v roce 1952 na 8 936 v roce 1966. Minima dosáhl v  roce 1969 (4 297) a v období normalizace opět stoupal až na 10 033 v roce 1988. Při posuzování byl hodnocen i třídní původ, který se stal v období 1948–1989 v Ćeskoslovensku jedním z výběrových kritérií pro dosahování vyššího vzdělání či společenského postavení. Tento princip zmizel až po Sametové revoluci.

### Poznámka
1. ↑  Tak např. i po volbách do České národní rady v bouřlivém roce 1968 považoval tisk za nutné úvést, že ze 150  kandidátů bylo 20 dělníků, 14 zemědělců a dalších 17 původním povoláním dělníci.[1]
2. ↑  Šetření mezi studenty pražské lékařské fakulty provedené v letech 1962–1963 ukázalo, že ze studentů dělnicko–rolnického původu jich bez předchozí praxe (tj. přímo po maturitě) bylo přijato 60%, zatímco ze studentů zaměstnaneckého původu 29% a původu inteligence 37%. Při tom studijní výsledky první skupiny (dělnicko–rolnický původ) byly horší.[4]